# Pruikentijd

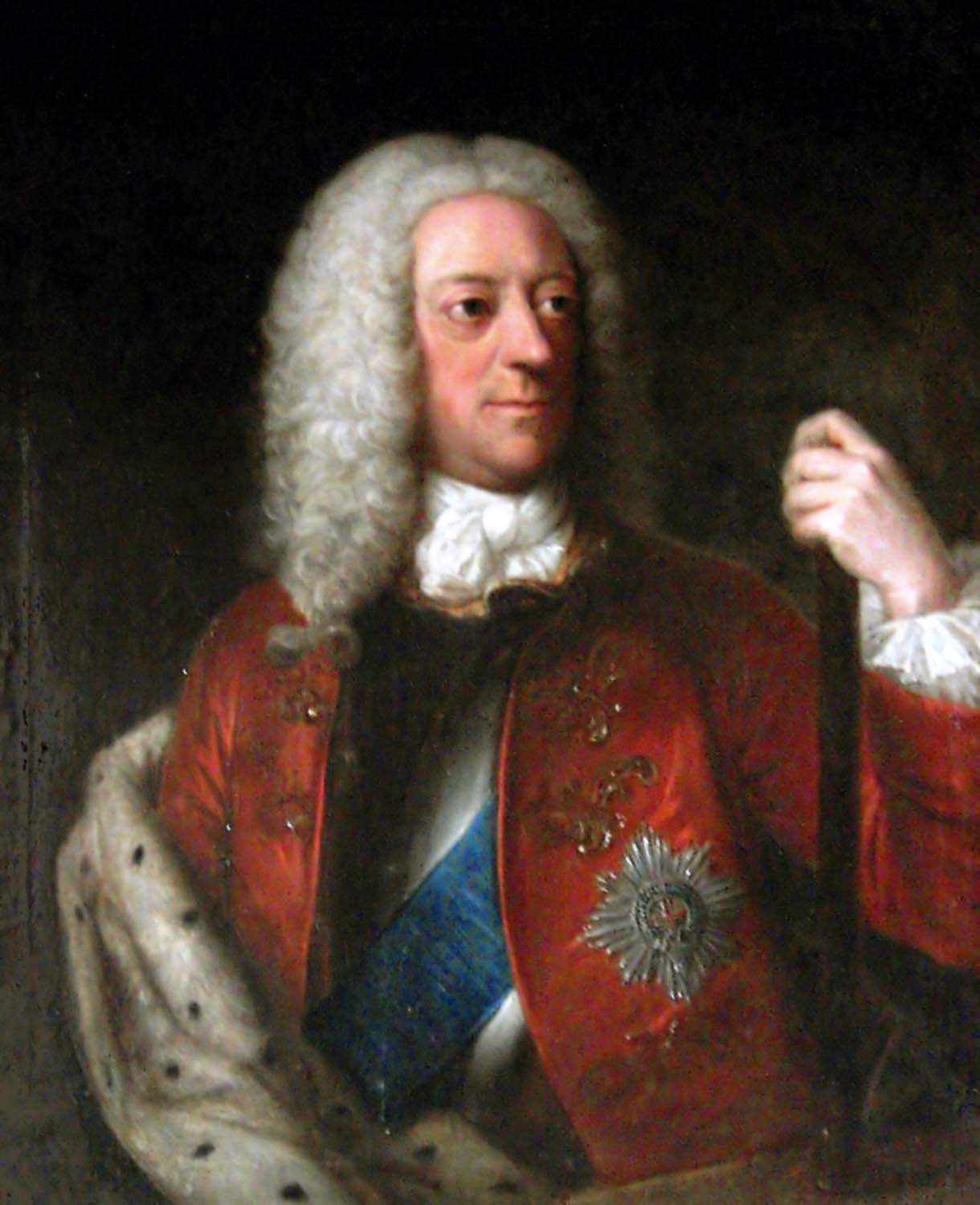
Koning George II van Groot-Brittannië

De pruikentijd was een periode in de achttiende eeuw waarin het mode was in de hogere kringen om een pruik te dragen. Zowel mannen als vrouwen kleedden zich zeer opzichtig met veel make-up, maar ook met kleding met kant, gouddraad, gespen en strikken; ook was het dragen van schoeisel met hoge hakken zeer populair.
De vrouwenmode werd gekenmerkt door hoog opgemaakte kapsels, slanke bovenlichamen met een diep decolleté en een manier om de rokken breder te maken.

## Historisch begrip
Het begrip pruikentijd werd in Nederland vermoedelijk geïntroduceerd door de negentiende-eeuwse criticus Conrad Busken Huet, als vertaling van de Duitse woorden Perückenzeit en Zopfzeit (Zopf=staart). Het stond al snel voor een periode van culturele en economische stagnatie, waarin geteerd werd op de glorie van de Gouden Eeuw.
In Engeland staat de pruikentijd vrijwel synoniem met het begrip Georgian Era, waarin vier koningen genaamd George (George I, George II, George III, George IV) van het Huis Hannover over het Koninkrijk Groot-Brittannië en later het Verenigd Koninkrijk regeerden.

## Trivia
- Hoofdhaar vergaat snel, en er zijn maar weinig pruiken uit de 18e eeuw bewaard gebleven. In Nederland heeft het Rijksmuseum er een, alsook het Amsterdam Museum, waar de pruik is te zien van de 18e-eeuwse burgemeester Egbert de Vrij Temminck.
- In discussies over de samenleving in de eenentwintigste eeuw spreekt men in Nederland soms van een nieuwe pruikentijd. Bedoeld wordt dan dat een maatschappelijke elite teert op het door voorgaande generaties bereikte.[1]